# 볼라테
볼라테(Bollate, 밀라노어: Bollaa lmo)는 이탈리아 롬바르디아주 밀라노 광역시에 있는 코무네로, 밀라노에서 북서쪽으로 약 10 킬로미터 (6 mi) 떨어져 있다.
2017년 11월 30일 기준으로 인구는 36,488명이었다.
볼라테는 파데르노두냐노, 세나고, 가르바냐테밀라네세, 아레세, 코르마노, 노바테밀라네세, 바란차테, 밀라노와 접한다.
볼라테는 1984년 10월 11일 대통령령으로 명예 도시 칭호를 받았다.
볼라테 첸트로역과 볼라테 노르드역이 볼라테를 운행한다. 주요 명소로는 유서 깊은 아르코나티 빌라가 있다.